# Partido Liberal (1831)
El Partido Liberal fue un partido político brasileño del periodo imperial surgido en 1831 y extinto con el golpe militar del 15 de noviembre de 1889. Su símbolo era un benteveo.